# Palatul Christiansborg

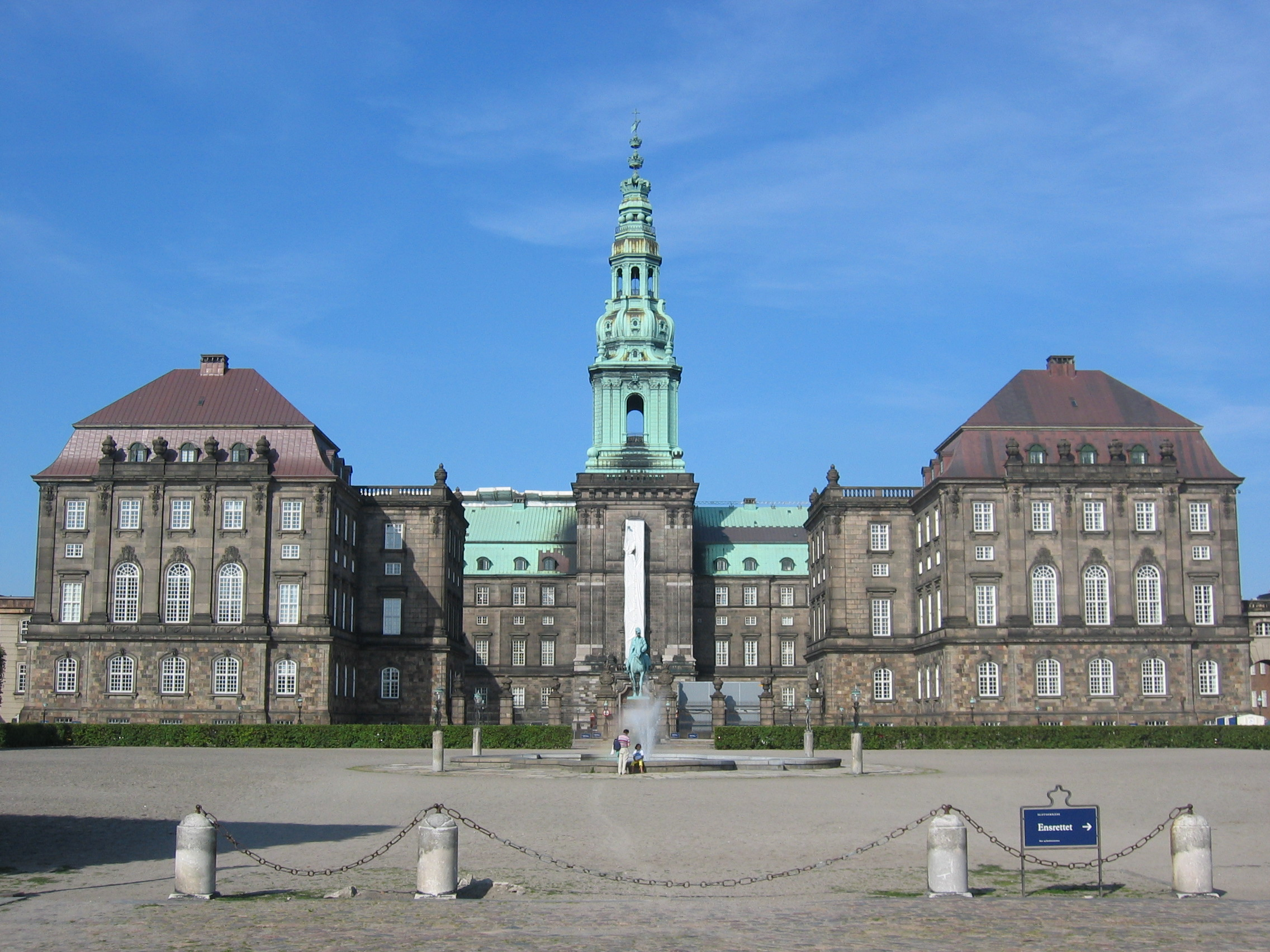
Palatul Christiansborg

Palatul Christiansborg situat pe insulița Slotsholmen în centrul capitalei Copenhaga este sediul Parlamentului danez (Folketing), biroul primului ministru și sediul Curții Supreme daneze. De asemenea, câteva părți ale palatului sunt folosite de monarhia daneză, aici fiind Capela regală, camerele de recepție și grajdurle regale.
Palatul este locul unde (ca nicăieri în lume) își au sediul toate cele trei puteri ale unui stat democratic: puterea legislativă, cea judecătorească și cea executivă. Christiansborg este proprietatea statului danez și este condus de Agenția palatelor și proprietăților.